# 北血鲷
北血鲷是笛鲷目石鲈科北血鲷属的一种鱼类，分布于南美洲大西洋沿岸水域，为单型种。

## 命名
北血鲷首次由法国生物学家乔治·居维叶于1830年描述，其正模标本来自巴西水域。其属名Boridia来自古希腊哲学家色诺克拉底对一种不明鱼类的称呼而种加词grossidens则由拉丁语grossus（巨大的）和dens（牙齿）组合而成。

## 分布
北血鲷分布于巴西南部、阿根廷北部和乌拉圭附近的南大西洋水域。2018年，有巴西学者注意到该鱼和其他浅水鱼一样分布中心逐渐向更寒冷的南方迁移，这可能是由于全球变暖导致海水温度上升所致。

## 外貌
北血鲷身体大致为矩形，头部较钝而浅，双眼面向前方，嘴较小。其背鳍有12-13根软条和12根棘刺，棘刺为灰色，其中的薄膜则为暗色；臀鳍则有10-11根软条和3根棘刺，其中第2根棘刺尤为粗壮；且臀鳍和背鳍的软条部分没有鱼鳞。其胸鳍较小。北血鲷外貌为浅绿色，且自头部开始逐渐变深。其鱼鳞以及尾鳍和腹鳍的边缘均为暗色。北血鲷最长可长到32厘米。

## 生态
北血鲷多生活于大陆架和河口湾等浅水环境，尤其是海床较为松软的海域。